# Stenus punctiger
Stenus punctiger är en skalbaggsart som beskrevs av Thomas Casey. Stenus punctiger ingår i släktet Stenus och familjen kortvingar. Inga underarter finns listade i Catalogue of Life.